# Torneio Vinausteel de 2003
O Torneio Vinausteel de 2003 foi a primeira edição de um torneio amistoso de futebol que ocorreu no Vietnã.

## Competição do Torneio Vinausteel na Primeira Edição
A competição do Torneio Vinausteel e um torneio amistoso internacional de futebol do Vietnã e no ano da sua primeira edição em 2003 teve a participação de cinco clubes de futebol porem só quatro times era do Vietnã e um dos clubes era brasileiro que era o Santa Cruz que foi o campeão do Torneio amistoso internacional de futebol no Vietnã.

## Participantes do Torneio
- Becamex Binh Duong
- Dong Thap
- GDT
- LG ACB HN
- Santa Cruz

## Regulamento do Torneio
O torneio foi organizado sistema, as equipes se enfrentando em jogos de ida e os dois melhores classificados vão decidi o titulo no campo do time maior pontuador da competição e o vencedor sera o campeão mas ser houver empate o titulo sera decidido na disputa de pênaltis.

## Classificação
| 1 | Santa Cruz         | 10 | 4 | 3 | 1 | 0 | 10 | 1  | 9   |
| 2 | GDT                | 7  | 4 | 2 | 1 | 1 | 11 | 5  | 6   |
| 3 | Becamex Binh Duong | 6  | 4 | 2 | 0 | 2 | 12 | 8  | 4   |
| 4 | LG ACB HN          | 6  | 4 | 2 | 0 | 2 | 4  | 9  | -5  |
| 5 | Dong Thap          | 0  | 4 | 0 | 0 | 4 | 3  | 17 | -14 |

## Jogos do Torneio
| 02 de novembro 2003 | Becamex Binh Duong | 5 – 0 | Dong Thap |  |
|                     |                    |       |           |  |

| 02 de novembro 2003 | GDT | 0 – 0 | Santa Cruz |  |
|                     |     |       |            |  |

| 04 de novembro 2003 | Santa Cruz | 4 – 0 | Dong Thap |  |
|                     |            |       |           |  |

| 04 de novembro 2003 | LG ACB HN | 1 – 0 | GDT |  |
|                     |           |       |     |  |

| 06 de novembro 2003 | LG ACB HN | 3 – 1 | Dong Thap |  |
|                     |           |       |           |  |

| 06 de novembro 2003 | Becamex Binh Duong | 1 – 2 | Santa Cruz |  |
|                     |                    |       |            |  |

| 08 de novembro 2003 | Santa Cruz | 4 – 0 | LG ACB HN |  |
|                     |            |       |           |  |

| 08 de novembro 2003 | Becamex Binh Duong | 2 – 6 | GDT |  |
|                     |                    |       |     |  |

| 10 de novembro 2003 | Becamex Binh Duong | 4 – 0 | LG ACB HN |  |
|                     |                    |       |           |  |

| 10 de novembro 2003 | GDT | 5 – 2 | Dong Thap |  |
|                     |     |       |           |  |

Final
| 12 de novembro 2003 | Santa Cruz | 4 – 0 | GDT |  |
|                     |            |       |     |  |

## Campeão
| Torneio Vinausteel de 2003 |
| -------------------------- |
| SANTA CRUZ                 |